# Следователь
Сле́дователь в уголовно-процессуальном праве — должностное лицо, уполномоченное осуществлять предварительное следствие по уголовному делу, а также иные полномочия, предусмотренные уголовно-процессуальным законодательством.

## В Российской империи

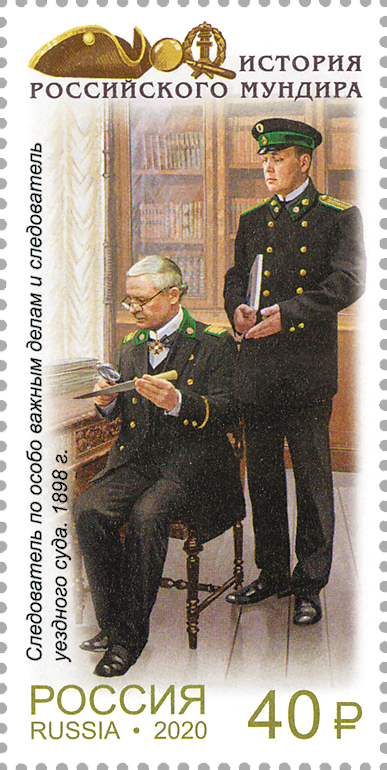
Почтовая марка. Следователь по особо важным делам и следователь уездного суда. Художник Ульяновский С.

В дореформенном процессе производство предварительного исследования по уголовным делам, распадавшегося на предварительное и формальное следствие, возлагалось на чинов полиции. 
Законом 6 июля 1860 года для производства формальных следствий в составе чинов судебного ведомства были учреждены особые судебные следователи. По Судебным Уставам 20 ноября 1864 года судебные следователи состояли при окружных судах и пользовались правами членов суда. Они могли назначаться из кандидатов на судебные должности, занимавшихся судебной практикой не менее 4 лет и приобретших достаточные сведения по следственной части.
Судебные следователи были подчинены окружному суду, а по производству следствий состояли под наблюдением прокуратуры; они располагали помощью полиции, но все следственные действия в своем участке производили лично; в случае надобности, в помощь судебным следователям командировались кандидаты на судебные должности, которым поручались отдельные следственные действия или же самостоятельное производство следствий на правах судебного следователя.

## В СССР

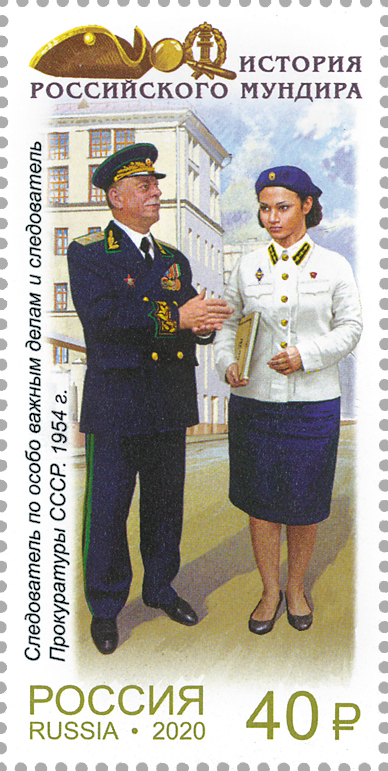
Почтовая марка. Следователь по особо важным делам и следователь Прокуратуры СССР. Художник С. Ульяновский

В СССР предварительное следствие осуществляли следователи МВД (НКВД), прокуратуры и КГБ (МГБ). Полномочия между ними были разделены. Следователи прокуратуры вели дела о тяжких преступлениях (убийствах, изнасилованиях и т. п.), обо всех преступлениях, совершенных несовершеннолетними или сотрудниками правоохранительных органов; кроме того, прокуратура могла принять на себя следствие по любому делу, если прокурор усматривал в этом необходимость. Органам госбезопасности были подследственны дела о государственных преступлениях. Всеми остальными делами занимались следователи органов внутренних дел.

## Россия

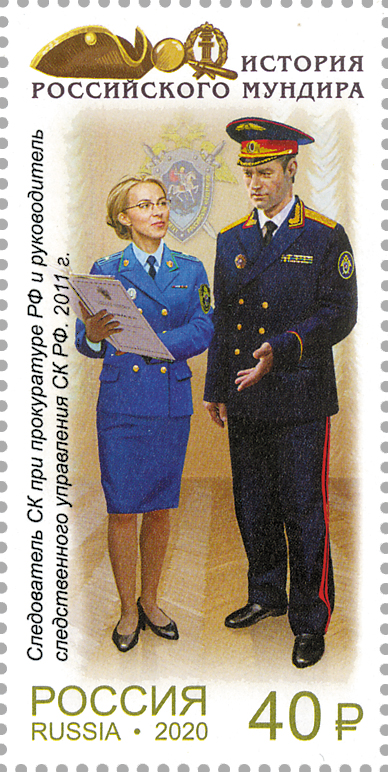
Следователь следственного комитета при прокуратуре РФ и руководитель следственного управления СК РФ. Художник С. Ульяновский

Уголовно-процессуальный кодекс России относит следователя к участникам уголовного процесса со стороны обвинения.
Российское законодательство предусматривает должности:
- следователей Следственного комитета Российской Федерации (до 2011 — следователи Следственного комитета при прокуратуре, до 07.09.2007 — следователи прокуратуры),
- следователей органов внутренних дел,
- следователей Федеральной службы безопасности.

### Полномочия следователя
Уголовно-процессуальный закон России предусматривает наличие у следователя широкого спектра процессуальных полномочий:
- возбуждение уголовного дела в установленном законом порядке
- принятие уголовного дела к своему производству или передача его руководителю следственного органа для направления по подследственности
- направление хода расследования, принятие решений о производстве следственных и иных процессуальных действий, за исключением случаев, когда в соответствии с уголовно-процессуальным кодексом РФ требуется получение судебного решения или согласия руководителя следственного органа
- дача органу дознания в установленных уголовно-процессуальным кодексом РФ случаях и порядке обязательных для исполнения письменных поручений о проведении оперативно-разыскных мероприятий, производстве отдельных следственных действий, об исполнении постановлений о задержании, приводе, об аресте, о производстве иных процессуальных действий, а также получать содействие при их осуществлении
- обжаловать, с согласия руководителя следственного органа, в установленном законом порядке, решения прокурора об отмене постановления о возбуждении уголовного дела, о возвращении уголовного дела следователю для производства дополнительного следствия, изменения объёма обвинения либо квалификации действий обвиняемых или пересоставления обвинительного заключения и устранения выявленных недостатков.

## Критика
Экс-генпрокурор РФ Юрий Чайка являлся известным критиком следствия, так, в 2018 году он, высказав свою солидарность с Путиным в критике «следственных органов» в целом, сказал следующее и о следователях в частности:

«К сожалению, для многих наших следователей уголовно-процессуальное законодательство, нормы материального права — это космос. Если еще 20-25 лет назад следователь и преступник — это борьба интеллектов и кто кого переиграет, то сейчас все очень просто — СИЗО и особый порядок рассмотрения. Сегодня до 70 % дел рассматривается в особом порядке. И наступает деградация следователя, он считает, что может таким же образом реагировать на законные требования прокуроров, к сожалению», — сказал Чайка».— Генпрокурор РФ Юрий Чайка, ТАСС от 21 февраля 2018 года.
Ранее, на расширенной коллегии Генеральной прокуратуры, президент России Путин, обратив внимание на низкий профессиональный уровень российских следователей, сказал, что «следователи и дознаватели по делам, рассматриваемым в особом порядке, как известно, упрощают свою работу до предела».

## Украина
Уголовно-процессуальный кодекс Украины относит органы досудебного расследования к участникам уголовного процесса со стороны обвинения.
Украинское законодательство предусматривает должности следователей органов внутренних дел, следователей Службы безопасности Украины, следователей органов осуществляющих контроль за соблюдением налогового законодательства, следователей органов Государственного Бюро Расследований .
Источник: Уголовно-процессуальный кодекс Украины от 13.04.2012 года.